# The Otolith Group

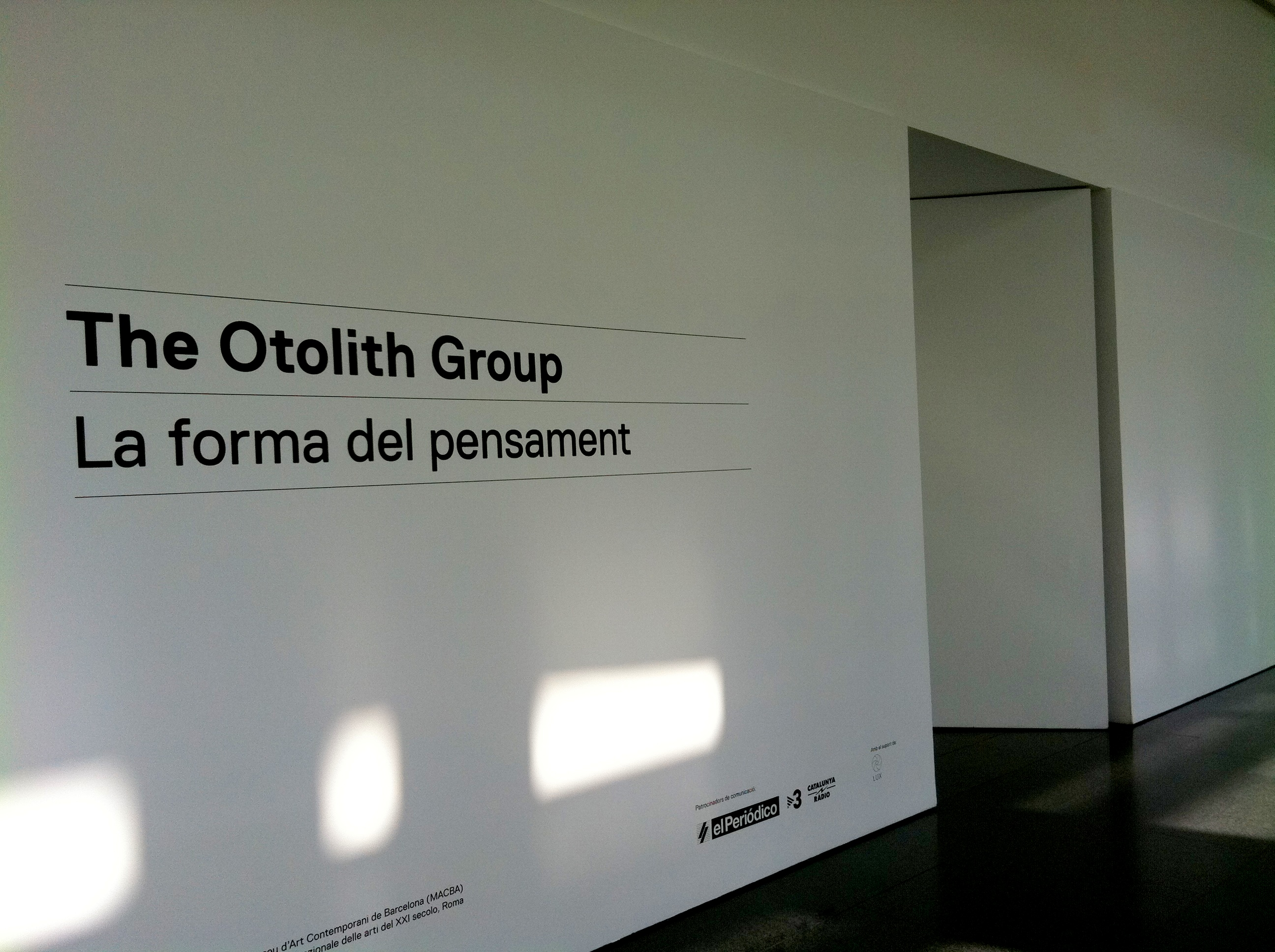
Entrada a l'exposició celebrada al MACBA de Barcelona durant el 2011

The Otolith Group és un col·lectiu artístic format a Londres per Anjalika Sagar i Kodwo Eshun el 2002. El nom deriva d'una estructura que es troba de les màcules vestibulars del sàcul (màcula del sàcul) i de l'utricle (màcula de l'utricle). Els otòlits estan situats en el laberint (orella interna) i estableixen el sentit de la gravetat i l'orientació.
El treball del grup es relaciona amb els materials d'arxiu, amb el futur i amb les històries sorgides arran de la transnacionalitat. Els projectes del grup inclouen la producció de cinema i curació d'exposicions com a part d'una pràctica integrada amb l'objectiu destinat a "construir una nova cultura del cinema. El grup va ser nominat per al Premi Turner el 2010 pel seu projecte A Long Time Between Suns.

## La forma del pensament
Entre el 4 de febrer i el 29 de maig de 2011 es va celebrar l'exposició The Otolith Group. La forma del pensament, al MACBA de Barcelona i coproduïda amb el MAXXI- Museo Nazionale delle arti del XXI secolo, de Roma. L'exposició tenia l'objectiu de familiaritzar l'espectador amb la manera d'entendre el cinema com un procés de creació d'imatges relacionades amb el so.
El títol de l'exposició és un manlleu de l'obra Thought Forms, un llibre d'Annie Wood Besant i Charles W. Leadbeater publicat el 1901.

## Obres destacades
- 2003 - Timeline
- 2006 - Communists like us
- 2003- 2009 - The Otolith Trilogy